# Episodi di One Piece

Il logo dell'anime

Questa è la lista degli episodi dell'anime One Piece, tratta dall'omonimo manga di Eiichirō Oda. La serie, prodotta dalla Toei Animation, va in onda su Fuji Television a partire dal 20 ottobre 1999.

## Lista episodi
Gli episodi vengono suddivisi in stagioni prendendo come riferimento per i nomi e per le divisioni i DVD ufficiali. Ogni stagione è provvista di una sottopagina dedicata nella quale è possibile trovare informazioni più approfondite quali sigle di apertura e di chiusura utilizzate, titoli e trame degli episodi e date di trasmissione.

### Edizione italiana
L'anime in italiano è stato trasmesso da Italia 1, Italia Teen Television, Hiro, Boing e dal 2012 viene trasmesso da Italia 2. Il primo episodio è andato in onda il 5 novembre del 2001. Al 2025 sono state trasmesse le prime diciotto stagioni, ad eccezione degli episodi 492, 542 e 590. Le stagioni scelte da Mediaset, differenti da quelle dei DVD della Toei Animation, sono elencate di seguito:
- Titolo: All'arrembaggio!
  - One Piece I: 53 episodi (1-53), trasmessa dal 5 novembre 2001 al 29 gennaio 2002.
- Titolo: Tutti all'arrembaggio!
  - One Piece II: 37 episodi (54-90), trasmessa dal 30 gennaio 2002 al 6 febbraio 2003.
  - One Piece III: 40 episodi (91-130), trasmessa dal 7 febbraio al 3 aprile 2003.
  - One Piece IV: 22 episodi[22] (131-152), trasmessa dal 20 maggio al 17 giugno 2005.
  - One Piece V: 43 episodi[23] (153-195), trasmessa dal 20 giugno al 22 novembre 2005.
- Titolo: One Piece - Tutti all'arrembaggio!
  - One Piece VI: 60 episodi (196-255), trasmessa dall'8 luglio al 30 settembre 2008.
  - One Piece VII: 54 episodi[24] (256-309), trasmessa dal 1 ottobre 2008[25] al 15 gennaio 2009.
- Titolo: One Piece
  - One Piece VIII: 91 episodi[26] (310-400), trasmessa dal 15 settembre 2009[27] al 19 luglio 2010[28].
  - One Piece IX: 52 episodi[29] (401-452), trasmessa dall'11 ottobre[30] al 21 dicembre 2010[31].
  - One Piece X: 55 episodi (453-491, 493-508)[N 1], trasmessa dal 6 maggio al 3 luglio 2012.
  - One Piece XI: 54 episodi (509-541, 543-563)[N 2], trasmessa dal 7 aprile al 2 giugno 2014.
  - One Piece XII: 15 episodi (564-578), trasmessa dal 7 al 10 febbraio 2018[32].
  - One Piece XIII: 23 episodi (579-589, 591-602)[N 3], trasmessa dal 20 ottobre[33] all'8 dicembre 2021.
  - One Piece XIV: 26 episodi (603-628), trasmessa dall'8 dicembre 2021 al 2 febbraio 2022.
  - One Piece XV: 90 episodi (629-718), trasmessa dal 16 novembre 2022[34] al 21 febbraio 2023[35], e dal 12 settembre[36] al 26 dicembre 2023[37].
  - One Piece XVI: 61 episodi (719-779), trasmessa dal 9 settembre 2024[38][39] al 10 febbraio 2025[40].
  - One Piece XVII: ?? episodi (780+), trasmessa dal 10 febbraio[40] al 26 maggio 2025, e da metà settembre 2025.

I diritti per la distribuzione in DVD di One Piece erano della Shin Vision, che pubblicò i primi 52 episodi. Con il fallimento della società il progetto fu interrotto. I diritti della serie sono stati in seguito acquistati dalla GP Publishing, che dal novembre 2009 ha pubblicato i primi 53 episodi. Entrambe le edizioni in DVD non presentano i tagli nel video operati al momento della trasmissione su Italia 1, tuttavia, il doppiaggio italiano resta il medesimo. Nonostante ciò sono presenti la lingua originale e i sottotitoli italiani fedeli all'originale.
A partire dal 3 ottobre 2024 viene pubblicato sul canale Anime Generation di Prime Video il doppiaggio italiano degli episodi dal 780 in poi in anteprima rispetto alla trasmissione televisiva.